# Galactica 1980
Galactica 1980 – wyprodukowana w roku 1980 kontynuacja serialu Battlestar Galactica. Z obsady oryginalnego serialu pozostali jedynie Lorne Greene jako komandor Adama oraz Herb Jefferson Jr. jako pułkownik Boomer. Serial został krytycznie przyjęty przez fanów oryginalnej Galactiki.

## Obsada
- Lorne Greene - komandor Adama
- Robyn Douglass - Jamie Hamilton
- Herb Jefferson Jr. - pułkownik Boomer
- Richard Lynch - Xavier
- Kent McCord - kapitan Troy
- Allan Miller - pułkownik Sydell
- Patrick Stuart - doktor Zee
- Robbie Rist - doktor Zee
- Barry Van Dyke - porucznik Dillon